# الخراجة (المضاربة والعارة)

تعديل مصدري - تعديل

الخراجـة هي إحدى قرى عزلة المضاربة بمديرية المضاربة والعارة التابعة لمحافظة لحج، بلغ تعداد سكانها 120 نسمة حسب تعداد اليمن لعام 2004.